# Trzymsze
Trzymsze – wieś w Polsce położona w województwie wielkopolskim, w powiecie tureckim, w gminie Przykona.
W latach 1975–1998 miejscowość administracyjnie należała do województwa konińskiego.
Pomiędzy wsią a rzeką Teleszyną znajduje się średniowieczny gródek stożkowy.

## Części wsi
| SIMC    | Nazwa   | Rodzaj    |
| ------- | ------- | --------- |
| 0292818 | Helenów | część wsi |

## Historia
Prawdopodobnie nazwa Trzymsze powstała od trzech mszy w ciągu dnia. Kiedyś na tych terenach żyli ludzie którzy chorowali na zakaźną chorobę, dziennie umierało około 100 ludzi. Aby prosić o zatrzymanie choroby, ludzie poprosili kapłana, aby w ciągu dnia zrobić nie jedną, ale aż trzy msze. Mieszkańcy tej wsi codziennie modlili się i po jakimś czasie choroba przestała się rozprzestrzeniać. I tak powstała nazwa Trzymsze.